# Иван Пудар
Иван Пудар (Земун, 16. август 1961) бивши је југословенски и хрватски фудбалски голман. 
Током своје клупске каријере, Пудар је играо за Хајдук, Спартак Суботицу, Еспињо и Боависту. За репрезентацију Југославије је одиграо једну утакмицу. Био је резервни голман репрезентације на Светском првенству 1982. у Шпанији.
Након што је завршио играчку каријеру, постао је фудбалски тренер.

## Клупска каријера
Каријеру започео у сплитском Хајдуку, дебитујући са 18 година у Осијеку, а пар дана након тога бранио је у утакмици Купа Уефе против, тада можда најјаче екипе у Европи, немачког ХСВ-а. У обе утакмице је врло добро бранио, без обзира на испадање Хајдука.
1986. доживео је саобраћајну несрећу у којој је повредио колено, и та повреда онемогућила га је да стигне међу саме фудбалске звезде. Одлази на позајмицу у Спартак из Суботице на шест месеци, те се враћа у Сплит, и тамо као што је обећао, постаје капитен „билих“. До 1990, брани за Хајдук, за који је одиграо укупно 286 утакмица и постигао 4 гола.
У иностранству је бранио боје португалских клубова Спортинга де Еспиња и Боависте.

## Репрезентативна каријера
На јуниорском шампионату Европе (1979) у Аустрији освојио је прво место, стојећи на голу Југославије. Учесник је Олимпијских игара 1984. (у Лос Анђелесу), када су „плави“ освојили бронзану медаљу.
У дресу А репрезентације Југославије одиграо је једну пријатељску утакмицу, 29. јануара 1985. године против селекције Кине (1:1).

## Тренерска каријера
Као помоћни тренер Славену Билићу, био је на клупи Хајдука 2002, а водио је и кадете и јуниоре „билих“. Након тога, тренира екипе повезане са сплитским клубом, попут Омиша, Мосора, два пута Солина и Шибеника. Вечна жеља, као и сваком бившем играчу, била је да једном седне на место тренера Хајдука.
Након што је Зоран Вулић пред крај сезоне 2006/07. поднео оставку, Пудар је стигао на толико очекивано место тренера Хајдука, где је по уговору требало да остане наредне две сезоне, и тако потврдити Хајдукову традицију, у којој су његови најуспешнији тренери углавном били голмани. Након што је „Вулићеву“ сезону завршио као други, иза неухватљивог Динама, у наредну сезону је кренуо са три гостујућа ремија у пет утакмица, једва елиминисаном Будућности из Подгорице, те поразом од италијанске Сампдорије на Пољуду, уз игру недостојну искусне и скупе екипе какву је водио, па је већ након петог кола добио отказ.
Након Хајдука, као шеф стручног штаба радио је у Трогиру, Солину, Хрватском Драговољцу, Сегести, Задру и РНК Сплиту док није напустио родну Хрватску и кренуо путем Казахстана, у ФК Каспи из Актауа. 